# Apostasia odorata
Apostasia odorata je jihoasijská pozemní, žlutavě kvetoucí orchidej, jedna z asi osmi druhů rodu Apostasia. Je součásti tropické podčeledi Apostasioideae, která se hlavně stavbou květů a pylu odlišuje od ostatních orchidejí. Rod je považován za jeden z nejpůvodnějších v celé rozmanité čeledi vstavačovitých. Jeho vědecké jméno je odvozeno od "apostasia" (řecky odpadlík) což naznačuje, že je odlišný od většiny ostatních orchidejí.

## Výskyt
Tato vytrvalá, tropická bylina se velmi řídce vyskytuje v rozsáhlém jihoasijském areálu, který se rozkládá od Ásámu na severovýchodě Indie přes východní oblasti Himálaje po střední a jihovýchodní Čínu a současně přes Myanmar, Thajsko, Malajsko, Kambodžu, Laos a Vietnam po mnohé ostrovy Indonésie.

## Ekologie
Orchidej má na kořenech drobné hlízy osídlené symbiotickými houbami, se kterými má mutualistický vztah. Jsou jí nápomocné při získávání prvotních živin chybějících v semenech pro úspěšné klíčení a vypomáhají při nahrazování fotosyntézy. Tento druh tropické rostliny se dosud uměle nepěstuje a konkrétní symbiotické vztahy s okolní florou nejsou zcela ujasněny.
Roste ve vlhkém a stinném primárním tropickém lese v nadmořské výšce 100 až 1700 m n. m. Kvete žlutě obvykle v období dešťů a drobná semena dozrávají za osm až dvanáct měsíců po opylení. V některých tropických oblastech s dobrými přírodními podmínkami tento druh vykvétá celoročně, nezávisle na ročním období. V případě zničení nadzemní části rostliny, ohněm nebo zvěří, znovu vyraší z podzemní části. Ploidie druhu je 2n = 68.

## Popis
Stálezelená rostlina má jednoduchou, někdy řídce větvenou lodyhu vysokou 15 až 40 cm, která roste z podlouhlého, šupinatého oddenku krytého suchými listy. Z oddenku vyrůstají tenčí, 2 až 4 mm tlusté kořeny s hlízkami. Polodřevnatá, lysá lodyha má u báze několik tenkých, vzdušných kořínků a výše krátké, šikmé, na vrcholu rozštěpené, po opadaných listech prázdné pochvy. Výše je lodyha spirálovitě porostlá četnými, z pochev vyrůstajícími žilnatými listy. Jejich čepele jsou hladké, mívají tvar kopinatý až čárkovitě kopinatý, bývají dlouhé od 6 do 18 cm a široké 1 až 2 cm, po obvodě jsou jemně zubaté, někdy podvinuté a na vrcholu mají špičku až 1 cm velkou.
Na konci tenké lodyhy vyrůstá kuželovitý hrozen s jednou až pěti postranními větvemi, který má tendenci se sklápět. Každé dílčí květenství má obvykle okolo 10 květů podepřených drobnými, vejčitými listeny. Oboupohlavné květy se stopkami dlouhými okolo 2 cm jsou průměrně velké 1,5 až 2,5 cm a nemají resupinaci (nejsou přetočené). V květu je pět bílých nebo světle žlutých kališních lístků které jsou úzce podlouhlé, člunkovité, měří asi 8 × 2 mm, mají tři podélné žilky, roztřepený okraj a špičatý vrcholek. Korunních lístků je také pět, jsou vzhledem i barvou podobné kališním, jen prostřední žilku mají ztlustlou; jeden její lístek, pysk, je pouze o málo větší a mírně vypouklý. Sloupek je tvořen dvěma, jen vespod srostlými tyčinkami s dvoupouzdrými prašníky, které na rozdíl od většiny orchidejí nemají pylová zrna slepená v brylkách. Pod tyčinkami je oproti hornímu kališnímu lístku krátká, bezprašníková patyčinka se dvěma čtvercovými, vroubkovanými postranní přívěsky (křídly). Spodní, lysý, táhle kuželovitý semeník je štíhlý, předělený do tří komůrek a nese volnou, nad prašníky přesahující čnělku zakončenou do tří stran rozloženou vypouklou bliznou. Květy neprodukují nektar a jsou opylovány pro pyl přilétajícím hmyzem, který vibracemi křídel vytřásá jednotlivá pylová zrna z prašníků na bliznu.
Plod je válcovitá, srpovitě zahnutá, pukající třípouzdrá tobolka asi 18 mm dlouhá, 3 mm tlustá a v průřezu trojhranná. Obsahuje velké množstvím semen, která jsou drobná, vejčitá, na povrchu důlkovitá, ve zralosti tmavě hnědá až černá, i za sucha lepkavá, na konci mají kratičký přívěsek a jsou bez endospermu. Rostlina se rozmnožuje výhradně pohlavně, pomoci semen, která vyklíčí a vyrostou z nich, spolupráci s myceliem symbiotické houby, nové rostliny.